# Cisne (Illinois)
Cisne es una villa ubicada en el condado de Wayne en el estado estadounidense de Illinois. En el Censo de 2010 tenía una población de 672 habitantes y una densidad poblacional de 408,6 personas por km².

## Geografía
Cisne se encuentra ubicada en las coordenadas 38°30′50″N 88°26′13″O / 38.51389, -88.43694. Según la Oficina del Censo de los Estados Unidos, Cisne tiene una superficie total de 1.64 km², de la cual 1.64 km² corresponden a tierra firme y (0%) 0 km² es agua.

## Demografía
Según el censo de 2010, había 672 personas residiendo en Cisne. La densidad de población era de 408,6 hab./km². De los 672 habitantes, Cisne estaba compuesto por el 98.36% blancos, el 0.15% eran afroamericanos, el 0.6% eran amerindios, el 0% eran asiáticos, el 0% eran isleños del Pacífico, el 0.74% eran de otras razas y el 0.15% pertenecían a dos o más razas. Del total de la población el 2.23% eran hispanos o latinos de cualquier raza.